# Pentacodontidae
I pentacodontidi (Pentacodontidae) sono un enigmatico gruppo di mammiferi estinti, di incerta collocazione sistematica. Vissero tra il Paleocene inferiore e l'Eocene inferiore (circa 63 - 52 milioni di anni fa) e i loro resti fossili sono stati ritrovati in Nordamerica e in Europa.

## Descrizione
I resti fossili di questi animali sono generalmente molto incompleti, ed è quindi difficile ipotizzarne l'aspetto. Sembra che, al contrario di altri animali forse affini come i pantolestidi, i pentacodontidi non avessero uno scheletro adatto a uno stile di vita semiacquatico, e potrebbero essere stati più simili a insettivori terrestri arcaici; è possibile che il loro aspetto fosse abbastanza simile a quello degli odierni solenodonti (gen. Solenodon). In ogni caso, le dimensioni non dovevano superare i 30 centimetri di lunghezza e il chilogrammo di peso. 
La caratteristica principale dei pentacodonti era data dalla forma insolita del quarto premolare, estremamente ingrandito e robusto, rispetto alla restante dentatura giugale. Sia il quarto premolare superiore che quello inferiore erano nettamente più grandi e alti, e costituivano l'apice della fila dentaria. Una particolare forma ascritta ai pentacodontidi, Bisonalveus, sviluppò un'insolita morfologia nei denti anteriori: il canino superiore era infatti dotato di un profondo solco smaltato presente sulla parte anteriore del dente; il canino inferiore era invece stranamente piatto e simile a un premolare. Questa particolare morfologia ha portato all'ipotesi della presenza di un sistema velenifero in questo animale, vagamente simile a quello dei solenodonti (i quali tuttavia hanno i denti veleniferi nella mandibola, e non nella mascella).

## Classificazione
La famiglia Pentacodontidae venne istituita da George Gaylord Simpson nel 1937, il quale tuttavia la ritenne una sottofamiglia (Pentacodontinae) della famiglia Pantolestidae. Successivi studi compiuti da Van Valen nel 1967 indicarono la distinzione tra questi animali e i pantolestidi veri e propri, e quindi la sottofamiglia venne elevata a rango di famiglia. La distinzione tra le due famiglie è stata mantenuta dai ricercatori negli anni seguenti, ma la classificazione di questi enigmatici gruppi non è mai stata risolta. 

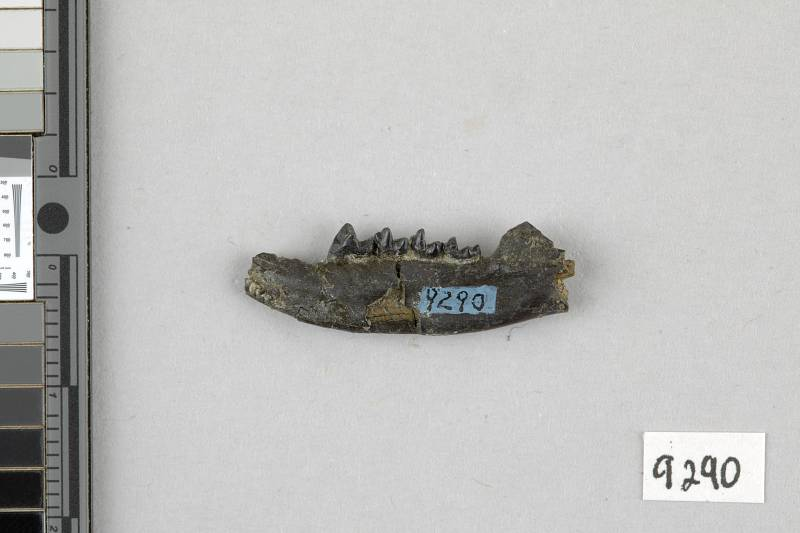
Mandibola di Aphronorus fraudator

La stessa parentela con i pantolestidi è lungi dall'essere certa: come già notò Van Valen nel 1967, alcune delle caratteristiche che sembrerebbero unire i due gruppi (ad esempio la presenza di un forame mentale molto arretrato, al di sotto del primo molare) sono in realtà presenti in vari gruppi di mammiferi insettivori. Van Valen suggerì la possibile parentela con un altro gruppo di enigmatici insettivori, i leptictidi, e addirittura con i "condilartri" della famiglia Hyopsodontidae. Successive ricerche hanno indicato la possibile parentela con i paleanodonti, i quali potrebbero essere a loro volta parenti dei pangolini attuali (Boyer e Bloch, 2003). 

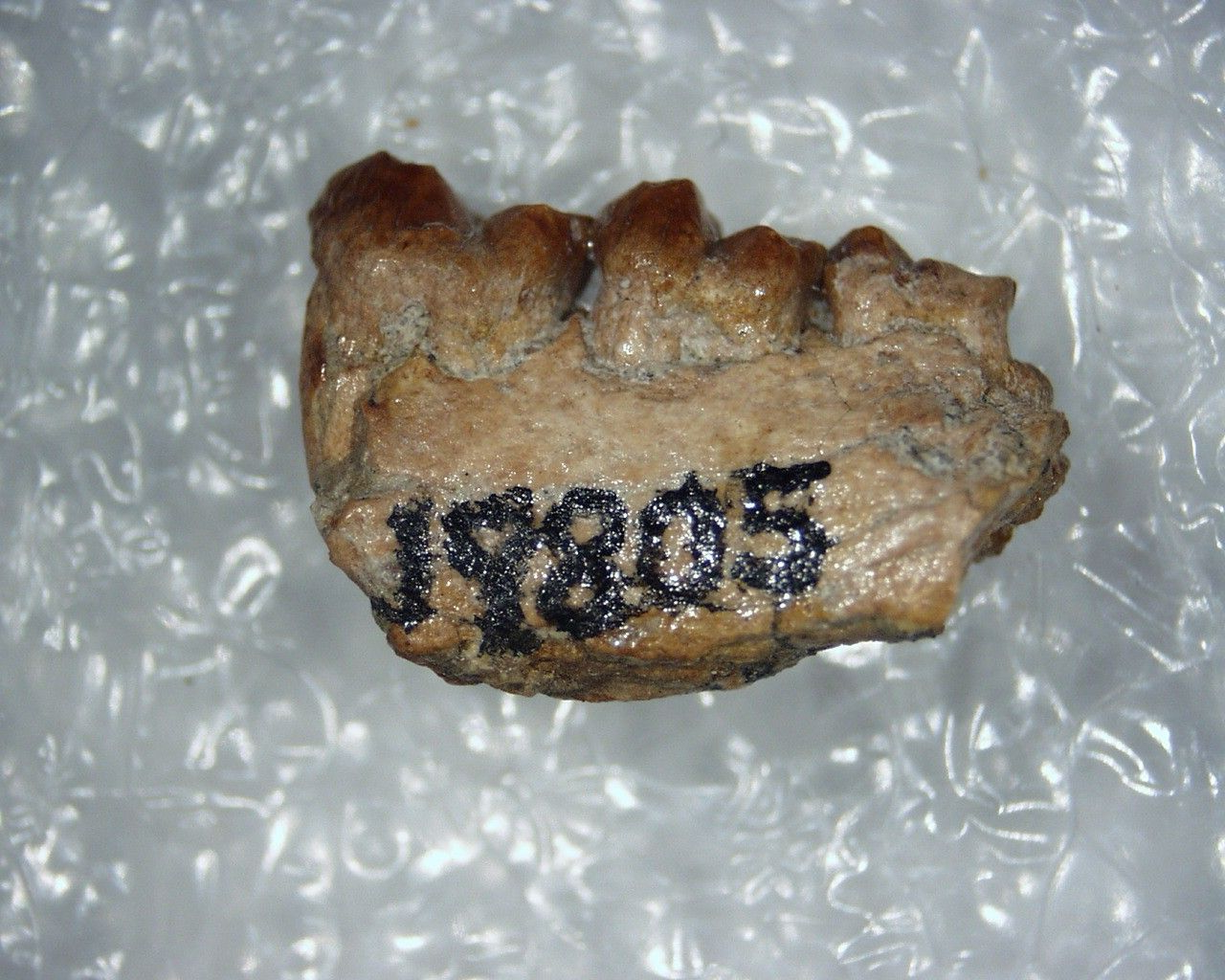
Molari superiori di Coriphagus encinensis

Alla famiglia Pentacodontidae sono ascritti solitamente i generi nordamericani Pentacodon, Aphronorus, Bisonalveus, Coriphagus e l'europeo Eurolestes. Ai pentacodontidi è a volte ascritto anche Amaramnis dell'Eocene inferiore.

## Paleobiologia
È probabile che i pentacodontidi fossero piccoli carnivori terrestri, come sembrerebbe indicare anche la presenza di possibili denti veleniferi atti alla predazione in Bisonalveus. I grossi premolari della maggior parte dei pentacodontidi fanno supporre che questi animali fossero specializzati nella frantumazione dei gusci o dei carapaci chitinosi. È possibile, inoltre, che questi animali fossero in grado di scavare tane.